# Frettenshofen
Frettenshofen ist ein Gemeindeteil der Stadt Freystadt im Landkreis Neumarkt in der Oberpfalz in Bayern.

## Ortsnamensdeutung
Der Ortsnamen wird in Beziehung stehend gesehen zu dem althochdeutschen Personennamen „Fretin“.

## Lage
Das Dorf liegt auf 408 m ü. NHN rechts der Sulz, die in südlicher Richtung der Altmühl zufließt, und nordöstlich des Gemeindesitzes.

## Geschichte
1269 ist in einer Urkunde des Reichsministerialen Ulrich von Sulzbürg mit „Rudegerus de Fretinshoven“ ein Ortsadeliger als Urkundenzeuge genannt. 1323 vermachten die Herren von Sulzbürg (die späteren Wolfsteiner) ein Gut von „Fretenhoven“ den beiden Siechkobeln in Nürnberg. 1359 teilte Albrecht der Ältere von Wolfstein mit seinen Neffen die gemeinsamen Güter; Albrecht der Jüngere und Gotfried von Wolfstein bekamen unter anderem Frettenshofen. Laut einer Urkunde von 1365 hatte Leuthold Schenk zu Greding Besitz in Frettenshofen. 1403 war das Dorf eine Zugehörung der Burg Niedersulzbürg, die die Wolfsteiner von Schweiker von Gundelfingen erwarben, an ihren Verwandten Eustachius von Lichtenstein, der als Pfleger zu Allersberg saß, weiterverkauften, von dessen Witwe zurückerwarben und nach einem Gerichtsspruch 1404 endgültig wieder in Besitz hatten. Als das Geschlecht der Ittelhofer, Besitzer der Hofmark Deining, wegen der in der Oberpfalz eingeführten Reformation nach Österreich emigrierte, verkaufte es 1554 seine freieigenen Güter an den Pfalzgraf Friedrich. Darunter war auch der Besitz in Frettenshofen. Einem Güterverzeichnis von 1650 ist zu entnehmen, dass das Kloster Gnadenberg in Frettenshofen ein Gut besaß.
Zum kurpfälzischen Schultheißenamt Neumarkt gehörend, wurde die Pfarrei Sondersfeld und damit auch Frettenshofen, bisher der eichstättisch-hofmärkischen Pfarrei Thannhausen zugehörend, 1542 der Reformation unterworfen und 1580 der seit 1564 protestantischen Pfarrei Freystadt, 1584 der calvinischen Pfarrei Berngau zugeordnet. Unter Pfalzgraf Wolfgang Wilhelm erfolgte 1625 die Rekatholisierung. 1731 kam Sondersfeld mit Frettenshofen an die Pfarrei Thannhausen zurück.
Gegen Ende des Alten Reiches, um 1800, bestand Frettenshofen aus 17 Untertanen-Anwesen unterschiedlicher Größe, die grundherrlich und damit niedergerichtlich sechs verschiedenen Ämtern unterstanden: Sieben Anwesen gehörten der Oberen Hofmark des kurbaierischen Schultheißenamtes Neumarkt, je ein Anwesen dem Pflegamt Allersberg, dem Klosterrichteramt Seligenporten und dem Klosterrichteramt Gnadenberg, sechs der Reichsstadt Nürnberg. Das Hirtenhaus und die Gemeindeherrschaft gehörten der ehemals wolfsteinschen Herrschaft und nunmehrigen kurbaierischen Kabinettsherrschaft Sulzbürg-Pyrbaum (seit 1799 dem Hofkastenamt Neumarkt angegliedert). Die Hochgerichtsbarkeit übte das pfalz-bayerische Schultheißenamt Neumarkt aus.
Im neuen Königreich Bayern (1806) wurde zwischen 1810 und 1820 der Steuerdistrikt Sondersfeld eingerichtet, der neben Sondersfeld die Orte Frettenshofen, Thundorf, Kiesenhof, Kruppach und Wettenhofen angehörten. Mit dem Gemeindeedikt von 1818 wurde die Ruralgemeinde Sondersfeld gebildet, der neben Sondersfeld der Ort Frettenshofen zugeteilt war. Diese Gemeinde war dem Landgericht (ab 1862 Bezirksamt, ab 1879 Landkreis) Neumarkt zugeordnet.
1870 erbauten sechs Bauern Frettenshofens mit freiwilligen Beiträgen eine Ortskapelle. 1875 hatte die zwei Orte der Gemeinde insgesamt 249 Einwohner; in Frettenshofen lebten 116 Personen, und dort wurden zehn Pferde und 159 Stück Rindvieh gehalten. Die Kinder gingen am Pfarrort Thannhausen zur Schule.
Mit der Gebietsreform in Bayern wurde die Gemeinde Sondersfeld  zum 1. Januar 1972 in die Stadt Freystadt eingemeindet.

### Einwohnerentwicklung
- 1830: 113 (20 Häuser)[16]
- 1871: 116 (42 Gebäude)[17]
- 1900: 119 (23 Wohngebäude)[18]
- 1938: 109[19]
- 1961: 115 (22 Wohngebäude)[20]
- 1987: 130 (34 Wohngebäude, 39 Wohnungen)[21]

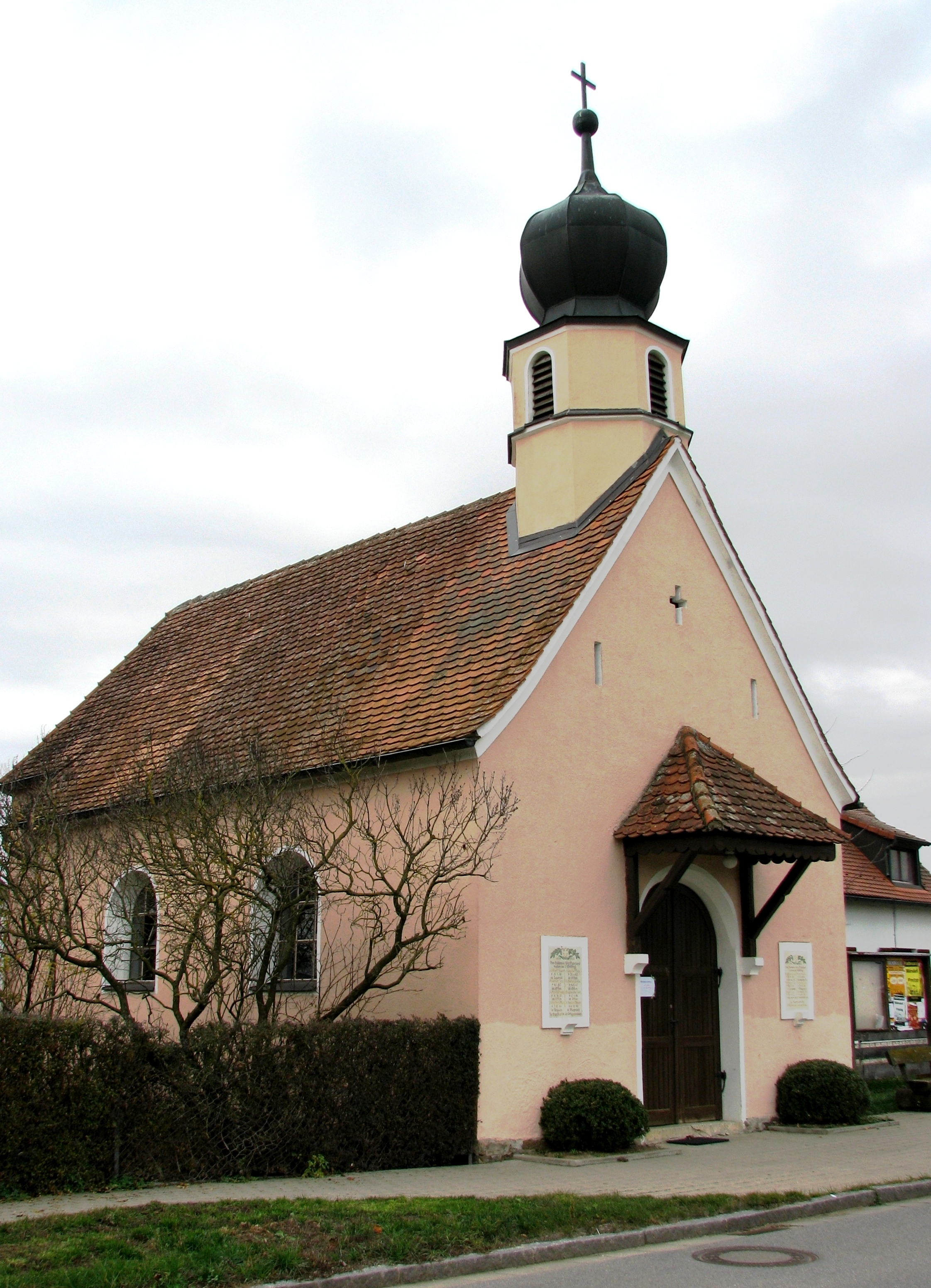
Dorfkapelle St. Joseph

- 2020: 143

## Katholische Ortskapelle St. Joseph
Sie wurde 1923 von der Ortschaft durch das Bauunternehmen Matthias Schick aus Freystadt mit einem Dachreiter erbaut und am 24. August 1925 benediziert. Sie ersetzte eine 1870 errichtete Kapelle, die ihrerseits Nachfolgebau einer 1798 genannten Kapelle war. 1926 wurde Frettenshofen aus der Pfarrei Thannhausen in die Pfarrei Sondersfeld umgepfarrt, die heute vom Kloster Freystadt aus seelsorgerlich mitbetreut wird.

## Baudenkmäler
Außer der Ortskapelle gelten als Baudenkmäler die Bauernhäuser Frettenshofen 2 und 3, beides Wohnstallbauten aus dem 19. Jahrhundert.

## Verkehr
Frettenshofen liegt an der Kreisstraße NM 20. Eine Gemeindeverbindungsstraße führt in nordwestlicher Richtung zum Freystädter Gemeindeteil Thundorf.